# Kuchnia macedońska

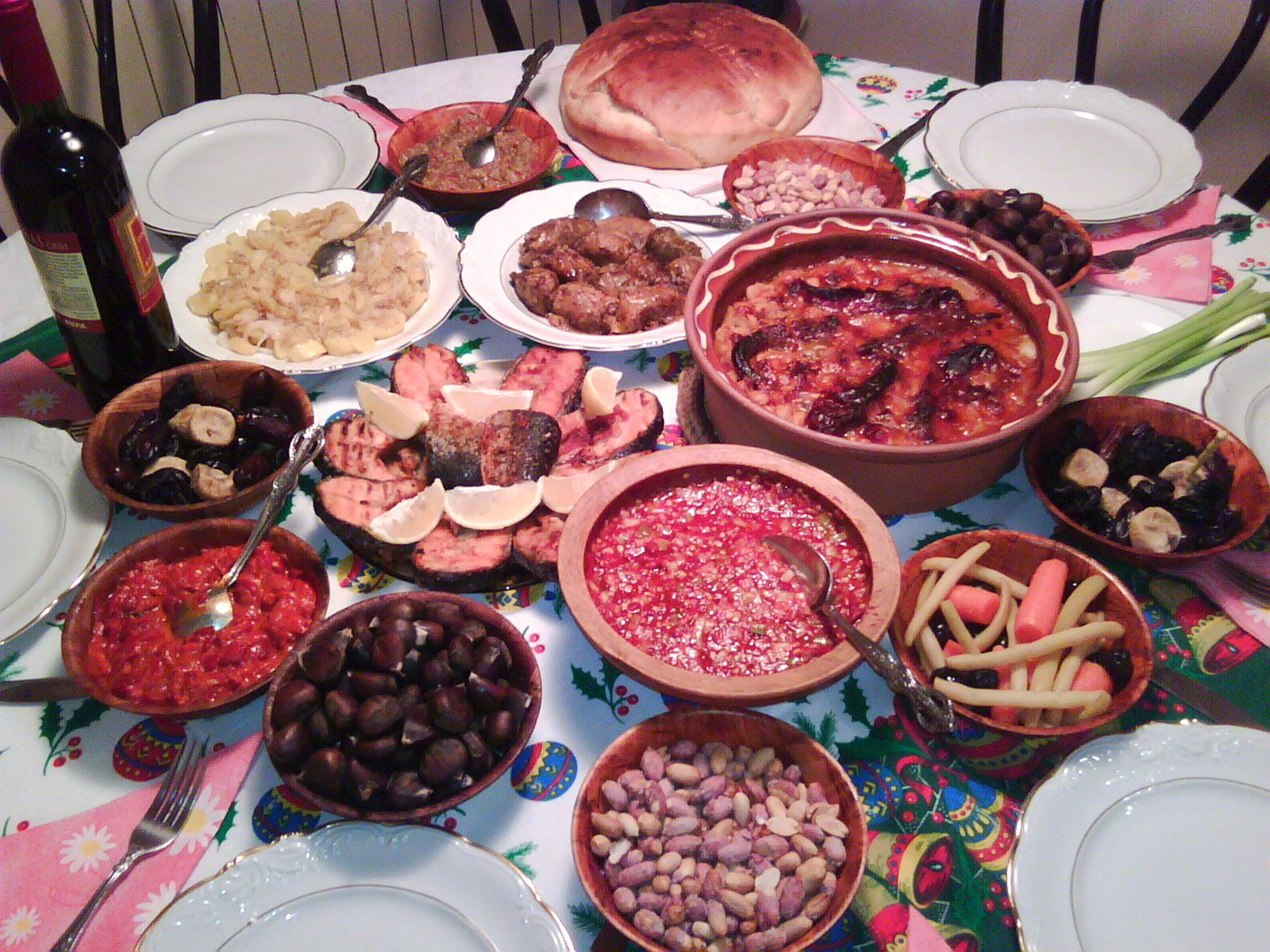
Wigilijny stół macedoński

Kuchnia macedońska (maced. mакедонска кујна) − tradycyjna kuchnia Macedonii Północnej, będąca syntezą wpływów osmańskich, bałkańskich i śródziemnomorskich, odzwierciedlająca historyczne położenie kraju na skrzyżowaniu kultur.

## Charakterystyka i wpływy

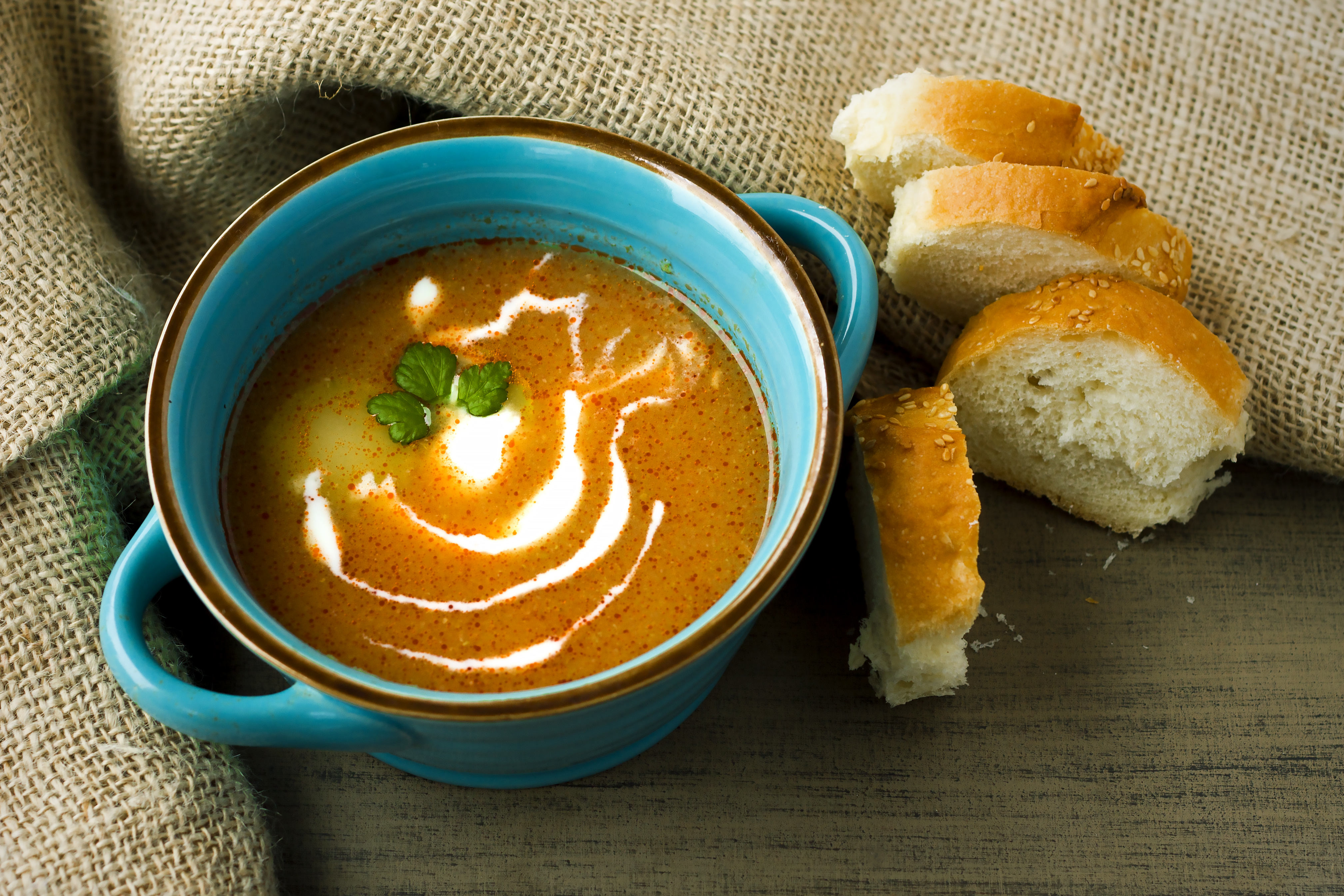
Zupa z cukinii z jogurtem i pieczywem

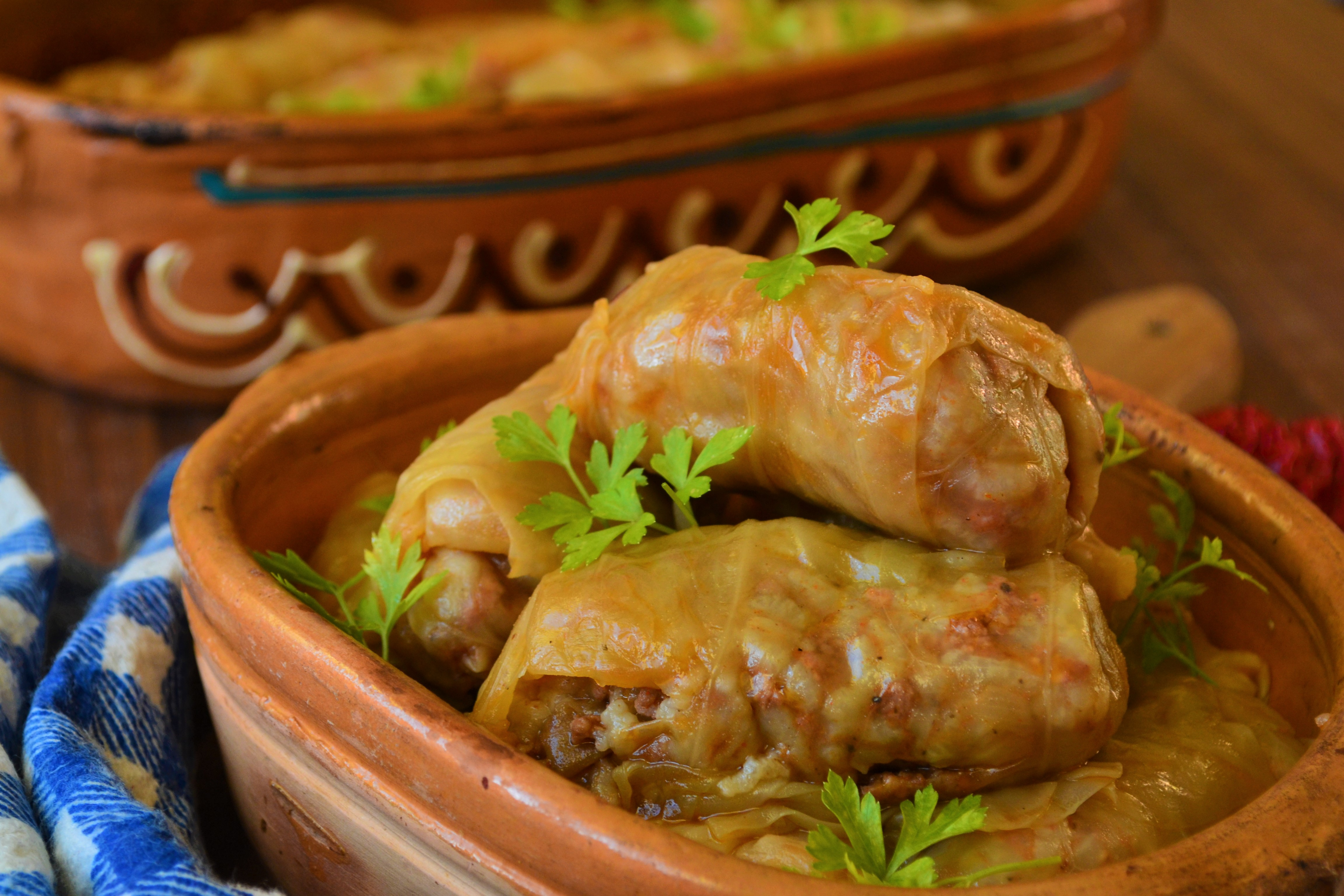
Sarma (rodzaj gołąbków)

Macedonia Północna położona jest na styku religii i kultur. Teren ten był najeżdżany i okupowany przez różne plemiona, państwa i imperia narzucające lokalnym mieszkańcom swoje nawyki kulturowe, także kulinarne:
- wpływy starożytne: w czasach królestwa macedońskiego przygotowywano chleb z jęczmienia, szeroko spożywano owoce i warzywa. Podboje Aleksandra Wielkiego wpłynęły na lokalną kuchnię, wprowadzono wówczas nowe warzywa i zboża (np. ryż, czy aloes), zioła i przyprawy (np. szafran, kardamon i rozmaryn) oraz przyjęto nowe metody gotowania (na parze). Później, pod wpływem kuchni rzymskiej, szeroko zaadaptowano mięso i wino, a wpływy bizantyjskie zaznaczyły się jeszcze szerszym wykorzystaniem warzyw,
- wpływy osmańskie: długotrwała obecność Imperium Osmańskiego w regionie ukształtowała tutejszą kuchnię. W XV wieku Macedończycy przetwarzali surowce rolne na produkty, które były zakazane przez religię islamską, np. ajwar, w którym zamiast oliwy używano smalcu wieprzowego. Innym przykładem jest bieno sirenje (rodzaj sera), gdzie tłuszcz był wybijany i dodawano dużo soli, przez co Turcy uważali go za jedzenie dla biednych. W tym samym czasie wprowadzono kilka dań i składników islamskich[1].

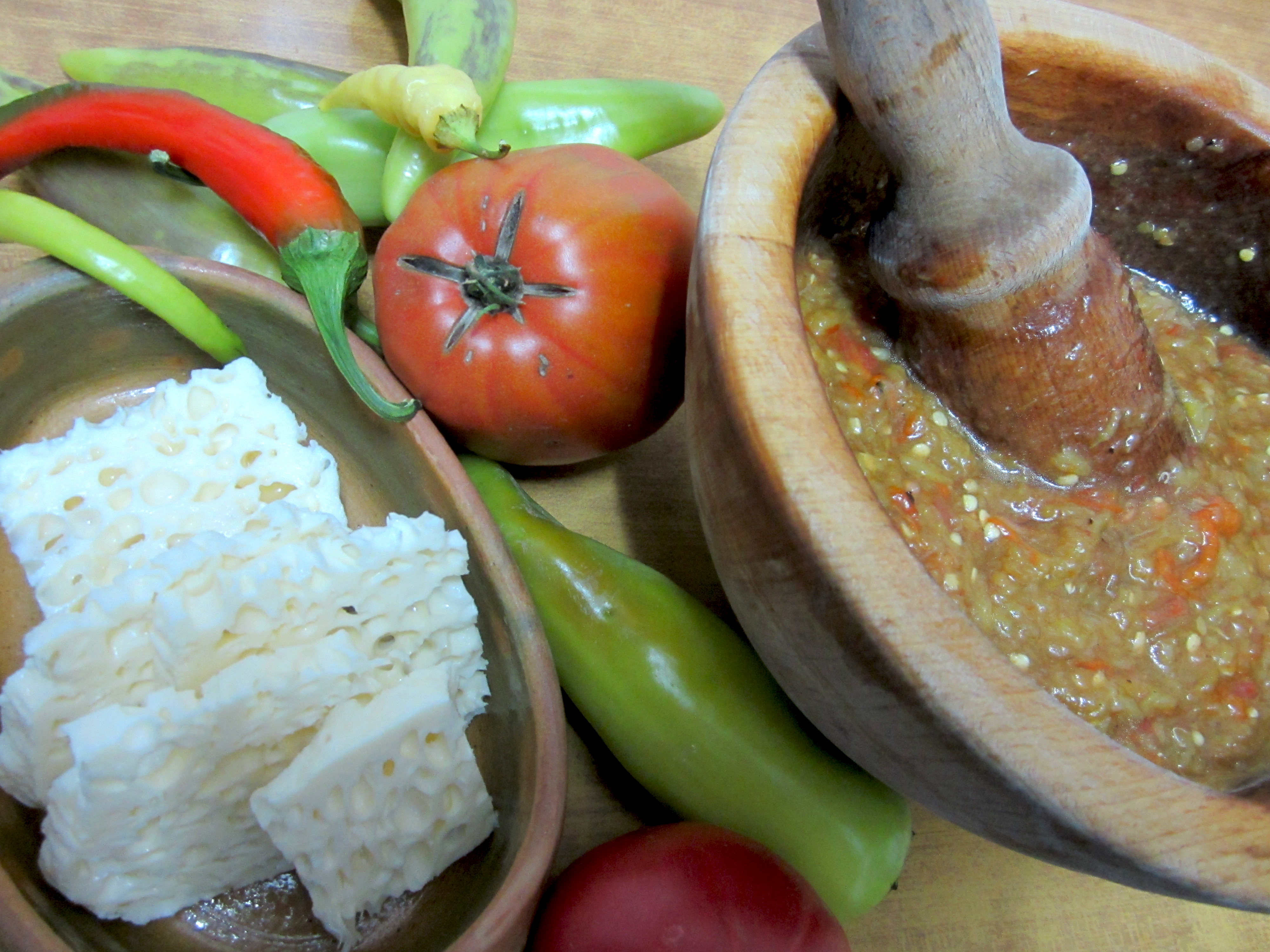
Bieno sirenje

Zagadnienia kuchni macedońskiej opisała Adriana Alaczki (Alački) w swojej książce kucharskiej z 2012, zawierającej 176 tradycyjnych przepisów.

## Najważniejsze składniki
Macedońska kuchnia opiera się na lokalnie pozyskiwanych produktach, odzwierciedlając rolniczy charakter kraju:
- produkty roślinne: w dawnych czasach owoce i warzywa były głównymi elementami kuchni. Ryż został wprowadzony po wyprawach Aleksandra Wielkiego do Indii i jest obecnie uprawiany w rejonie Koczani. Pszenica, żyto, jęczmień, ziemniaki, pomidory i papryka były sprzedawane na targach rolnych na dużą skalę od XIX wieku,
- mięsa: wieprzowina − hodowla świń była popularna również w przeszłości, mimo że nie była zgodna z zasadami islamu w trakcie panowania osmańskiego,
- zioła i przyprawy: szafran, kardamon i rozmaryn wprowadzone do kuchni macedońskiej pod wpływem podbojów Aleksandra Wielkiego,

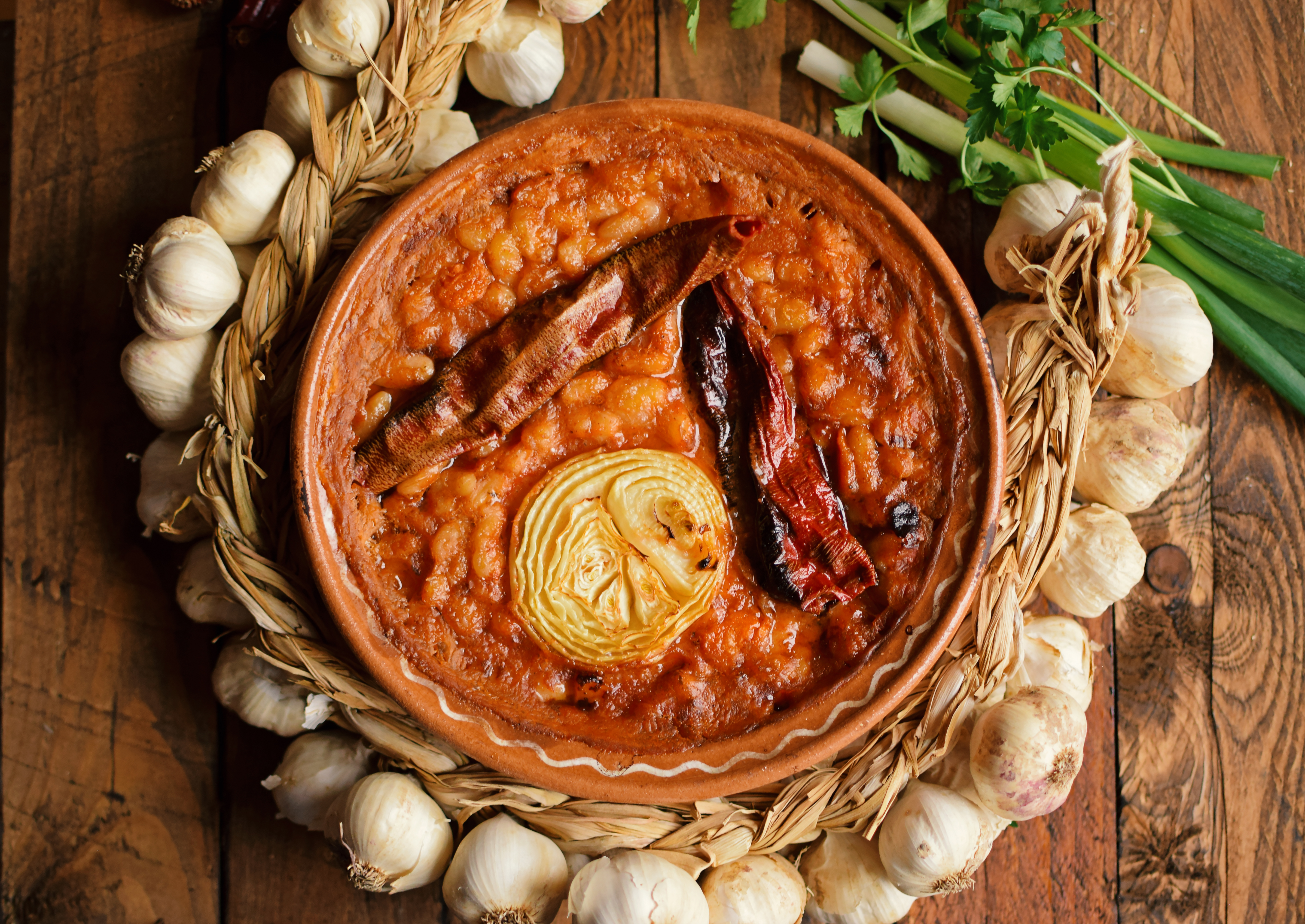
Tawcze grawcze

- napoje: wino i rakija[1].

## Tradycyjne potrawy
- tawcze grawcze: uważane za narodowe danie Macedonii Północnej, przygotowywane na bazie pieczonej fasoli i tradycyjnie spożywane w bezmięsnie piątki przez prawosławnych chrześcijan (obecnie cieszy się ogólną popularnością),
- ajvar: w czasach osmańskich ze smalcem wieprzowym zamiast oliwy,
- bieno sirenje: rodzaj słonego sera z niską zawartością tłuszczu[1], kaszkawał w oleju[3],
- chleb: zwyczajowo wita się gości chlebem i solą, a podczas ceremonii ślubnej pan młody łamie chleb i je go z panną młodą (zwyczaj ten został odnotowany przez rzymskich historyków i nadal jest praktykowany)[1].

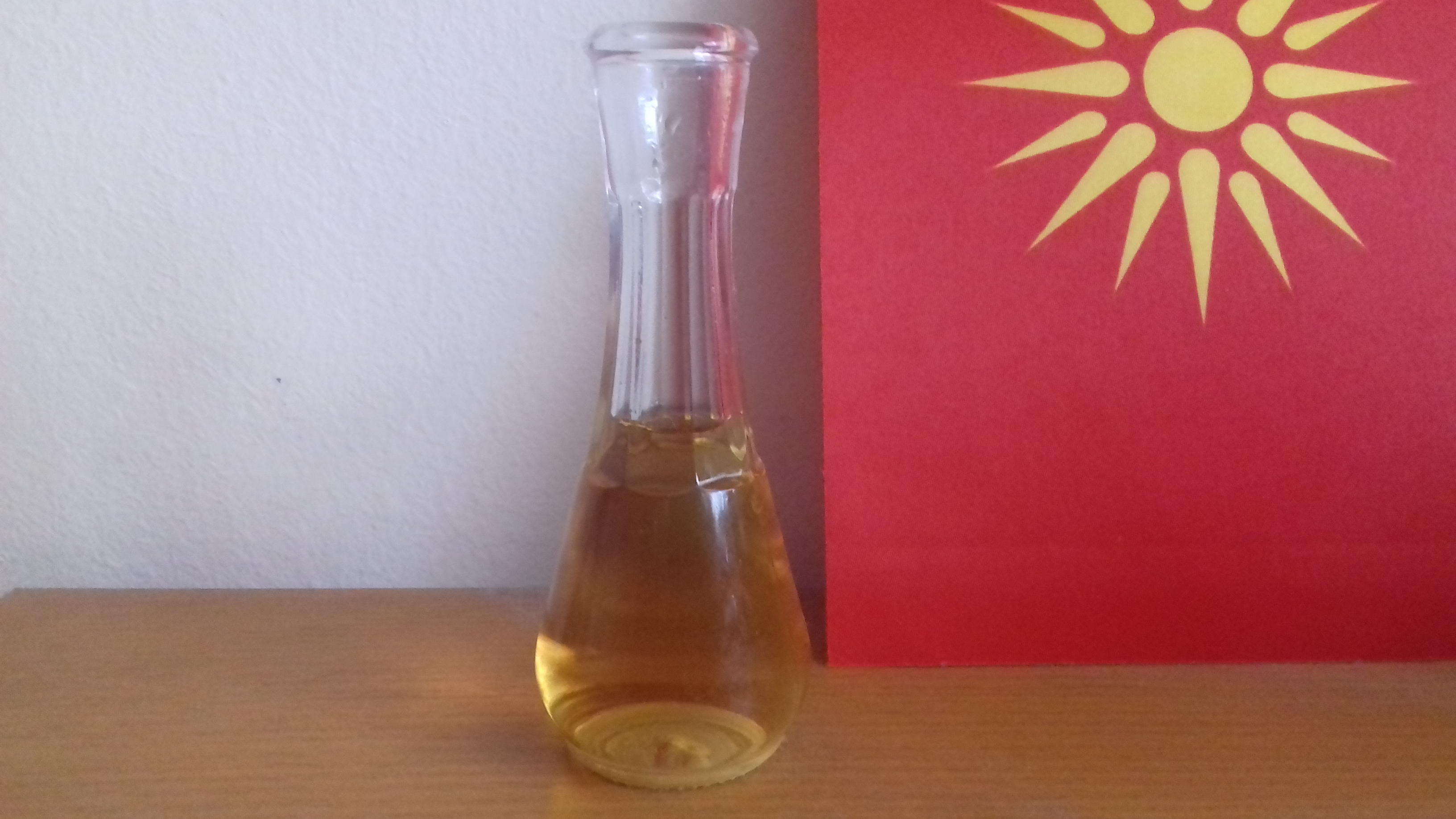
Macedońska rakija

Rolnictwo macedońskie produkuje wysokiej jakości pomidory, bakłażany, paprykę, arbuzy, jabłka, kiwi, winogrona i inne. Spożywane są często z płaskim chlebem w typie pity. Macedońskie wyroby mleczne (np. jogurty, zsiadłe mleko gęstsze niż polskie, sery kozie, owcze i krowie) posiadają specyficzną florę bakteryjną. Nie wyróżniają się wędliny. W piekarniach i burekarniach serwowane są niedrogie burki, pogacze, kifle i rolnice z nadzieniem mięsnym, serowym, warzywnym, czy owocowym (zimne i podgrzane). We wschodniej części kraju na śniadania podaje się ciepły chleb obtoczony w jajku. Jako dodatek jedzone są konfitury, zwłaszcza brzoskwiniowa lub figowa. Popularne są zupy (m.in. tarator) i główne potrawy mięsne (pleskawica, czewapi, musaka, sarma albo polneti piperki, czyli faszerowane papryki). W Macedonii chętnie serwowane są też ryby (np. pstrąg, choć ten z jeziora Ochrydzkiego jest ściśle chroniony). Najbardziej popularną sałatką jest szopska. 
Z napojów spożywana jest boza ze sfermentowanego i doprawionego prosa, lemoniada, mocna kawa i herbata parzona na sposób turecki. Wysokiej jakości są wina (m.in. Vranec i Tamjanika) oraz rakije, także wytwarzane przez osoby prywatne.
Od 2005 roku Macedonia Północna modyfikuje swoje ustawodawstwo, w tym dotyczące żywności i produktów rolnych, aby przystąpić do Unii Europejskiej. Produkcja rolna silnie się rozwija, ze szczególnym naciskiem na tradycyjne produkty spożywcze.
W 2023 serwis kulinarny Taste Atlas ocenił kuchnię macedońską jako 61. na 100 najlepszych na świecie.